# Le Grand Cahier (film)
Pour les articles homonymes, voir Le Grand Cahier.
Pour plus de détails, voir Fiche technique et Distribution.
Le Grand Cahier (en hongrois : A nagy füzet) est un film dramatique franco-germano-austro-hongrois coécrit et réalisé par János Szász et sorti en 2013.
Il s'agit de l'adaptation du roman Le Grand Cahier de la romancière suisse Agota Kristof, publié en 1986, un drame postmoderne anti-guerre, une vaste parabole sur l'effet dévastateur de la guerre sur la psychologie des enfants.
Il est choisi pour représenter la Hongrie aux Oscars du cinéma 2014 dans la catégorie meilleur film en langue étrangère et a fait partie des neuf films susceptibles d'être nommés mais n'a pas été repris dans la sélection finale.

## Synopsis
L'histoire poignante de jumeaux élevés par leur grand-mère dans un village frontalier et qui s'efforcent de survivre dans un monde sans pitié. Ils doivent apprendre par eux-mêmes tout ce qui est nécessaire à leur survie. Isolés, affamés et frigorifiés, ils tiennent leur journal. Ils notent ce qu'ils ont vu, ce qu'ils ont entendu, ce qu'ils ont fait, ce qu'ils ont appris. Ils restent certes en vie, mais leur cœur et leur corps s'endurcissent.

## Fiche technique
- Titre : Le Grand Cahier
- Titre original : A nagy füzet
- Réalisation : János Szász
- Scénario : János Szász, András Szekér et Agota Kristof, d'après le roman Le Grand Cahier d'Agota Kristof
- Photographie : Christian Berger
- Pays d’origine :  Hongrie |  Allemagne |  Autriche |  France
- Genre : drame
- Langue : hongrois, allemand
- Durée : 110 minutes
- Dates de sortie :
  - République tchèque : 3 juillet 2013 (Festival international du film de Karlovy Vary)
  - Hongrie : 19 septembre 2013
  - France : 19 mars 2014

## Distribution
- András Gyémánt : l'un des jumeaux
- László Gyémánt : l'autre jumeau
- Gyöngyvér Bognár : la mère
- Piroska Molnár : la grand-mère
- András Réthelyi : le policier
- Ulrich Thomsen : l'officier nazi
- Orsolya Tóth : Museau de lièvre
- János Derzsi : Sutor, le cordonnier juif
- Péter Andorai : le curé
- Miklós Székely B. (hu) : le vieux sans-abri
- Krisztián Kovács : le déserteur
- Ákos Kőszegi : l'officier hongrois
- Ulrich Matthes : le père

## Distinctions

### Récompenses
- Festival international du film de Karlovy Vary 2013 :
  - Globe de cristal
  - Label Europa Cinemas
- Festival international du film de Haïfa 2013 : mention spéciale pour János Szász

### Nominations
- Festival de cinéma européen des Arcs 2013
- Festival international du film de La Rochelle 2013
- Festival du film de Hambourg 2013
- Festival du film de Londres 2013
- Festival international du film des Hamptons 2013
- Festival international du film de Chicago 2013
- Festival international du film de Thessalonique 2013
- Festival du film européen de Séville 2013
- Festival international du film de Stockholm 2013
- Festival du film d'Arras 2013

- Festival international du film de Palm Springs 2014